# Pilatus PC-21
O Pilatus PC-21 é um monomotor turboélice, de treinamento avançado produzido pela Pilatus Aircraft da Suíça.

## Características
O PC-21 possui um cockpit ultra-moderno. As características padrão são 3 grandes telas de cristal líquido (LCD), um display no capacete (HUD) e o sistema de controles ao alcance da mão (HOTAS).

## Desenvolvimento
O desenvolvimento do PC-21 começou oficialmente em novembro de 1997, quando voou um primeiro Pilatus modificado (Pilatus PC-9) com a finalidade de testar varias alterações para a nova geração de turboélices de treinamento.  O resultado desses testes foram concluídos com sucesso e o desenvolvimento do protótipo em escala começou em janeiro de 1999.
O primeiro protótipo do PC-21 ficou pronto em 30 de abril de 2002, com o primeiro vôo ocorrendo em 1 de julho do mesmo ano em Stans na Suíça.
O segundo protótipo do PC-21 voou pela primeira vez em 7 de junho de 2004.
Um acidente com um dos protótipos em 13 de janeiro de 2005 em Buochs, na Suíça, matou o piloto e feriu uma pessoa durante uma acrobacia de treinamento.

## Galeria

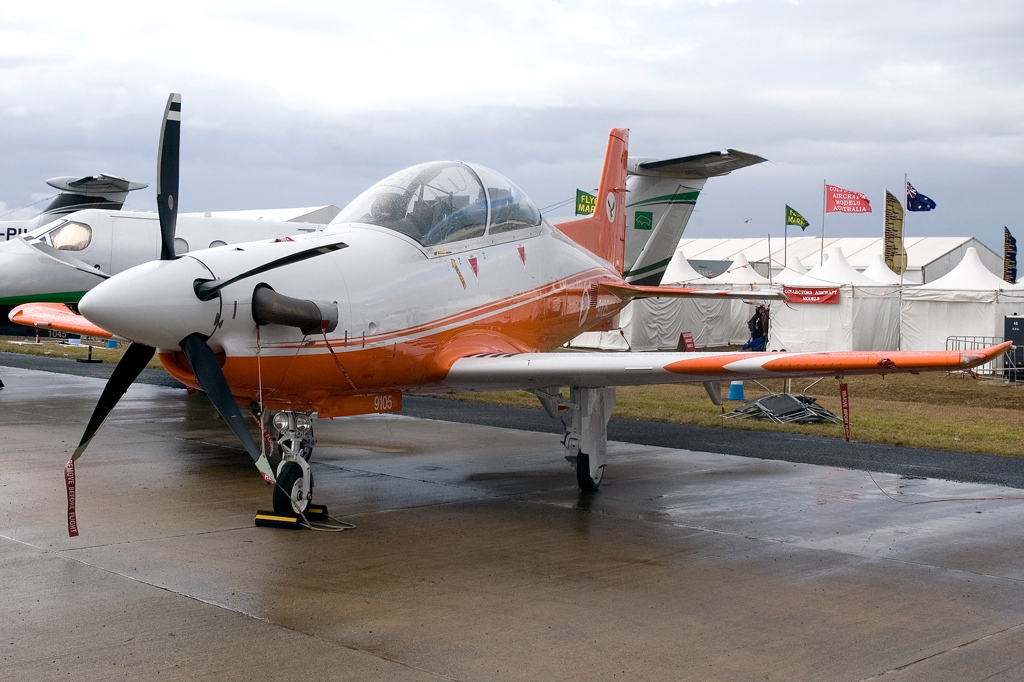
Um PC-21 em exposição estática, 2009.
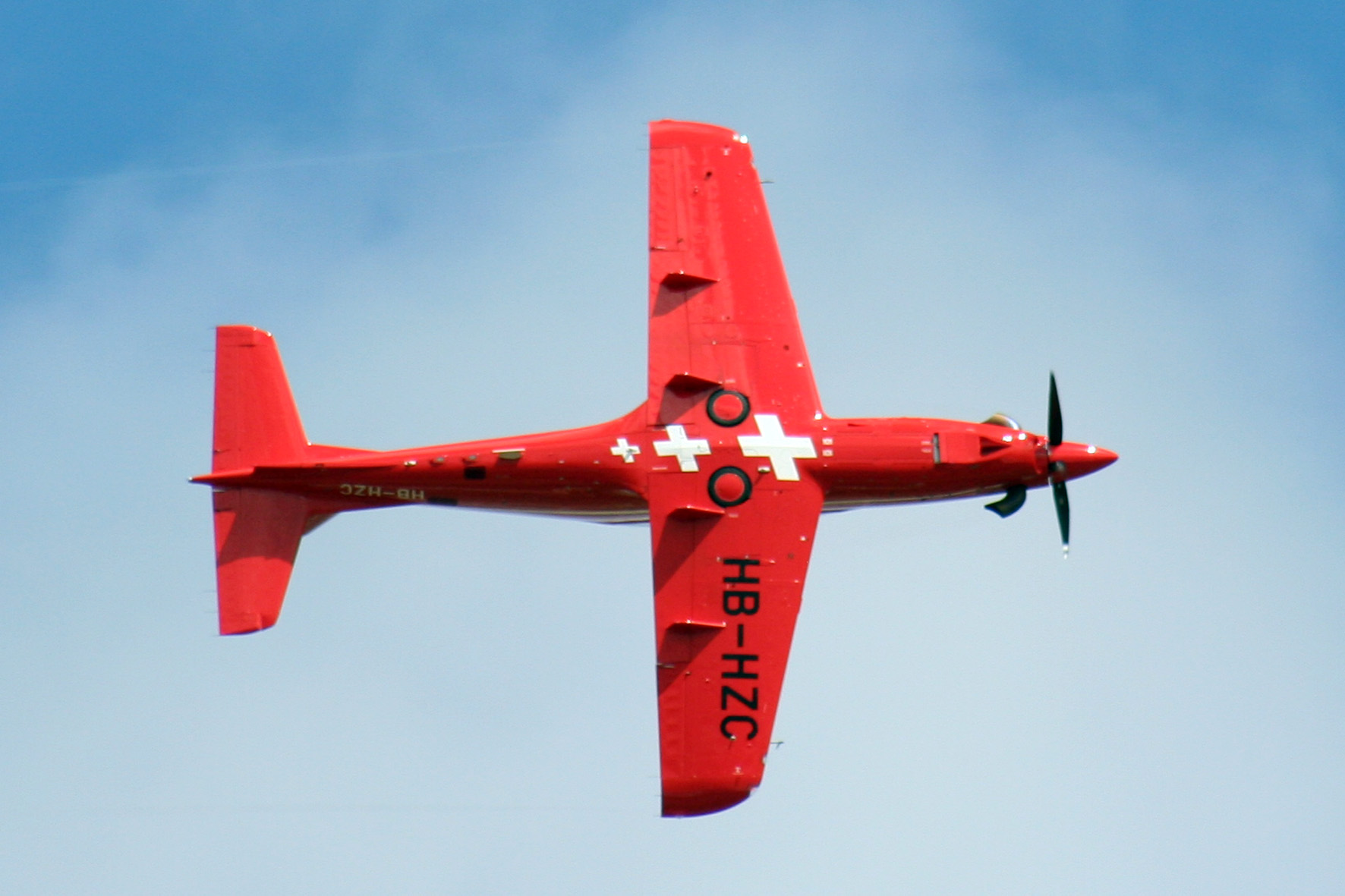
Vista da parte inferior da aeronave em voo.
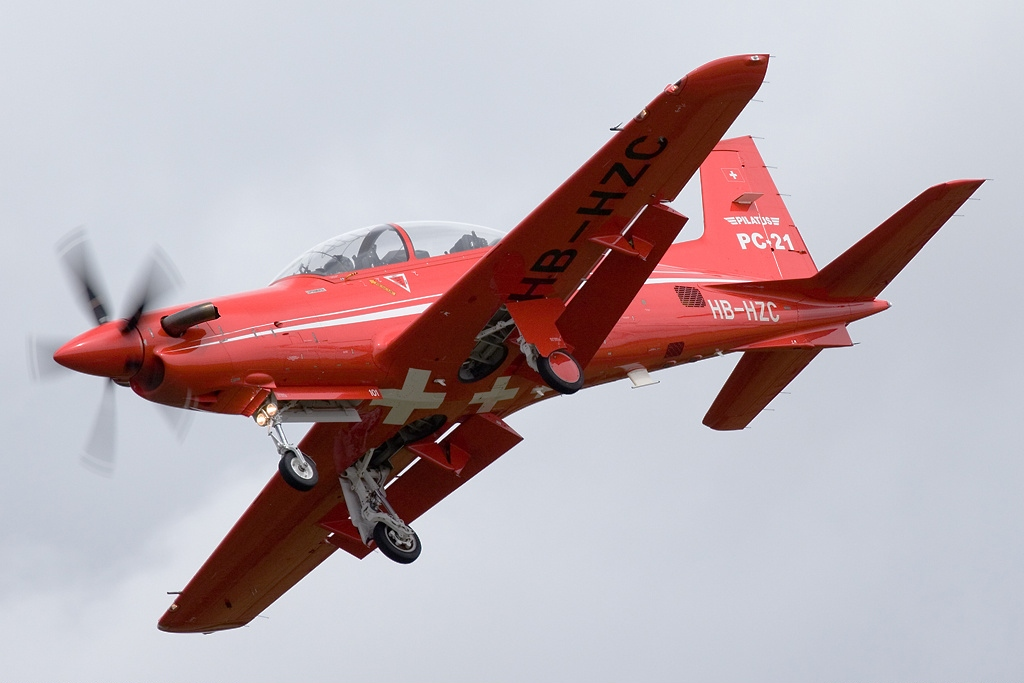
PC-21 aterrissando na base aérea de Fairford, Gloucestershire, Inglaterra 2010.
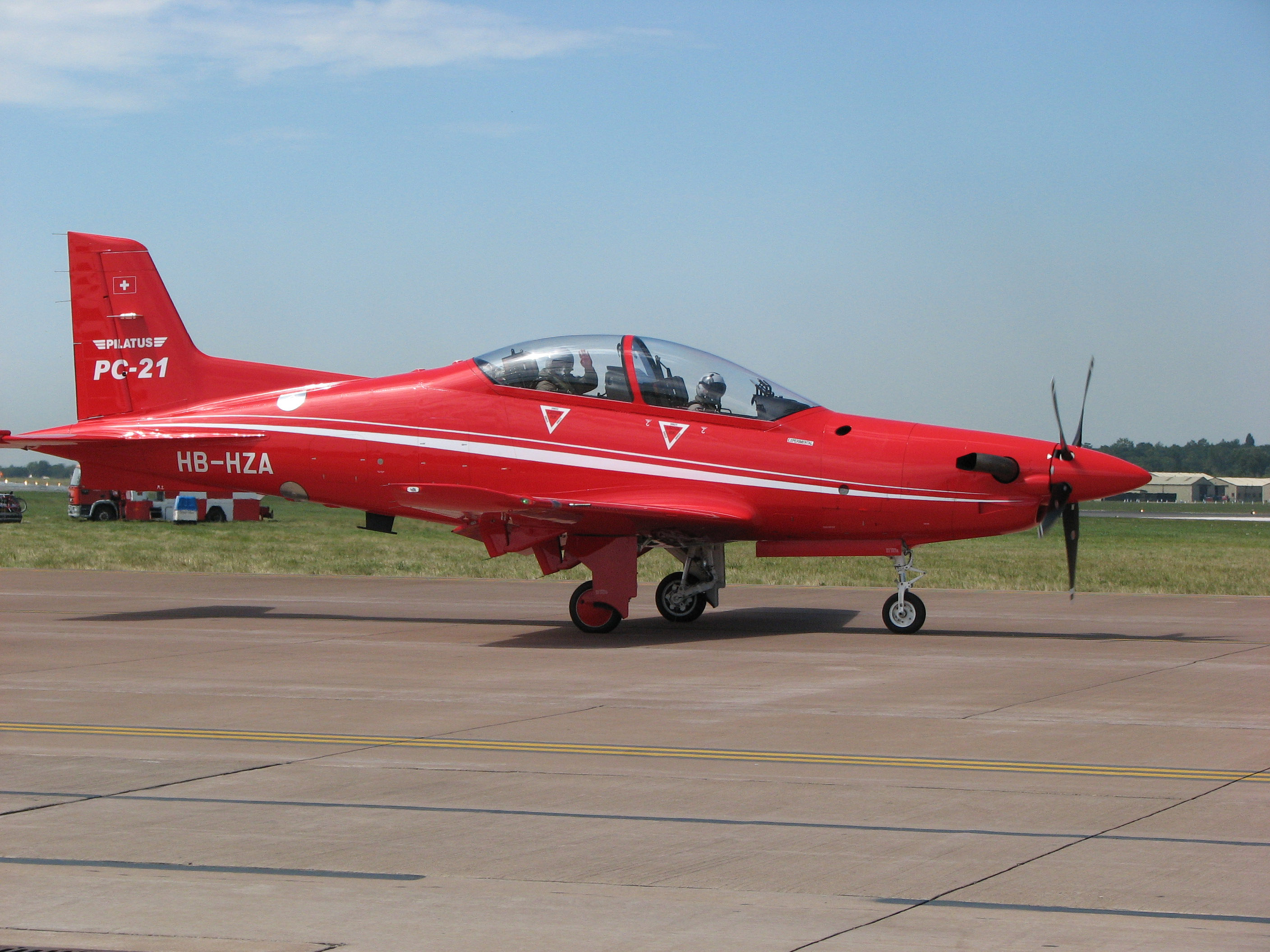
Note a configuração em degrau do cockpit.
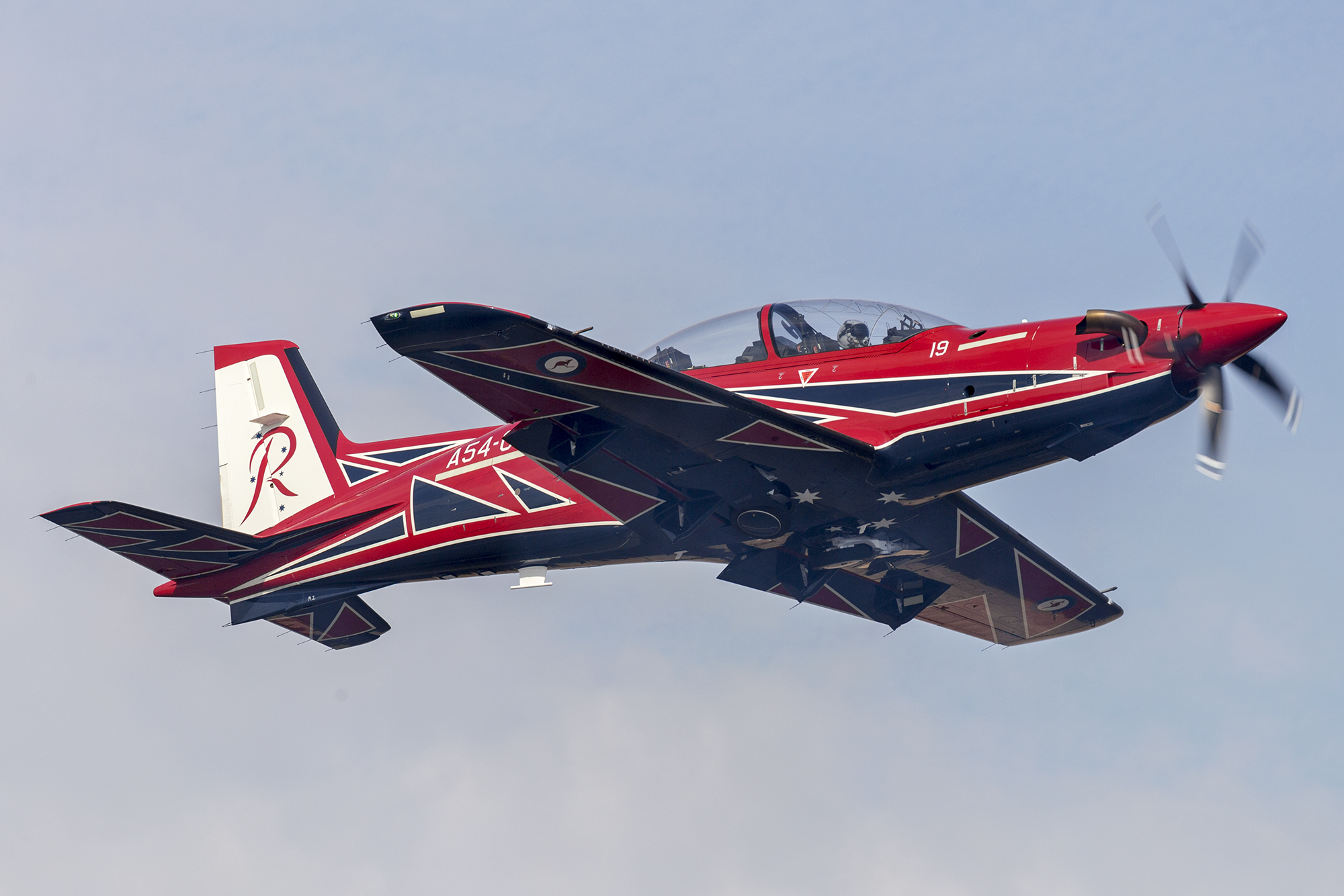
Roulettes, Real Força Aérea Australiana
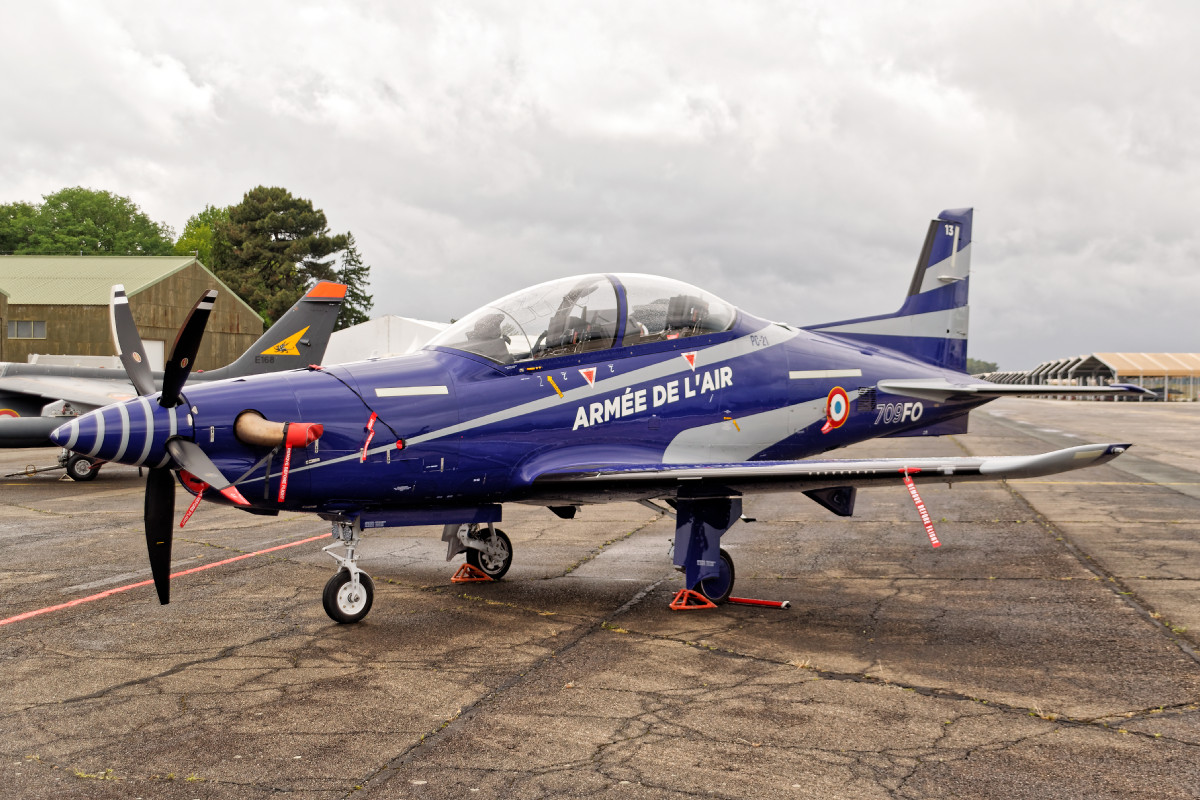
Exército do Ar Francês

## Operadores
- Arábia Saudita – 55 aeronaves
- Austrália – 49 aeronaves
- Emirados Árabes Unidos – 25 aeronaves
- Espanha – 24 aeronaves
- França – 17 aeronaves
- Jordânia – 10 aeronaves
- Catar – 24 aeronaves
- Reino Unido (Empire Test Pilots' School) – 2 aeronaves
- Singapura – 19 aeronaves
- Suíça  – 8 aeronaves